# Katarína Ráczová
Katarína Ráczová-Lokšová (Košice, 3 ottobre 1950) è un'ex schermitrice cecoslovacca, ora slovacca, vincitrice di una medaglia d'argento ai campionati mondiali di scherma.